# Buttersee (Herford)
Der Buttersee ist ein kleines Stillgewässer in der Nordstadt der Kreisstadt Herford in Ostwestfalen.

## Geographie und Einordnung
Der Buttersee entstand im Rahmen der Bebauung der Herforder Nordstadt in den 1960er Jahren. Er ist ca. 58 × 118 m groß und hat eine Fläche von ca. 0,46 Hektar. Er liegt auf einer Höhe von 92,7 m über dem Meeresspiegel.
Zufluss des Buttersees ist der Butterbach, dessen Quellen im Eggeberg entspringen. Als Abfluss dient ein ebenfalls Butterbach genanntes Fließgewässer, das – zwischenzeitlich verrohrt – als Putchemühlenbach in die Werre mündet.
Da der Buttersee im Sommer durch Nährstoffeintrag meist kurz vor dem Umkippen steht, ist das Füttern der zahlreich vorhandenen Stockenten durch Schilder strikt untersagt.
Über die Namensherkunft des Buttersees ist nichts bekannt.
Im August 2022 wurde der Buttersee zur Sicherung vor Unfällen mit einem 180 cm hohen Zaun umgeben.